# Ryszard Borzuchowski
Ryszard Borzuchowski (ur. 6 sierpnia 1910 w Warszawie, zm. 7 lipca 1981 w Victorii w Kanadzie) – polski wioślarz, olimpijczyk.

## Życiorys
Urodził się 6 sierpnia 1910 w Warszawie, w rodzinie Aleksandra Bolesława i Eweliny Eleonory z Tańskich. W 1929 ukończył Państwowe Gimnazjum im. Wyspiańskiego w Mławie. Był absolwentem wydziału leśnictwa uniwersytetu Oxford w Anglii.
W 1931 zaczął uprawiać Wioślarstwo w AZS Warszawa. Od 1933 reprezentował Warszawskie Towarzystwo Wioślarskie. W 1936 na Igrzyskach Olimpijskich w Berlinie z Edwardem Kobylińskim w dwójkach bez sternika zajął 6. miejsce. Dwa razy wziął udział w mistrzostwach Europy. W Lucernie w 1934 odpadł w repasażach w czwórkach bez sternika, a w Berlinie w 1935 zajął 5. miejsce w dwójkach bez sternika (z Kobylińskim), a czwórkach bez sternika odpadł w przedbiegach. W latach 1934–1936 pięciokrotnie zdobywał mistrzostwo Polski w  dwójkach bez sternika – 1935, 1936 (oba razy z Kobylińskim) i  czwórkach bez sternika – 1934, 1935, 1936.
W 1935 został mianowany na stopień podporucznika ze starszeństwem z 1 stycznia 1934 i 907. lokatą w korpusie oficerów rezerwy piechoty.
W kampanii wrześniowej walczył w stopniu porucznika rezerwy, prawdopodobnie w składzie 45 pułku Strzelców Kresowych. Po przedostaniu się do Wielkiej Brytanii służył w Szkocji w III dywizjonie pociągów pancernych, a następnie w brytyjskich wojskach kolonialnych w Nigerii i Sierra Leone. Po wojnie wyjechał do Kanady, gdzie żył i pracował w Kolumbii Brytyjskiej. Zmarł 7 lipca 1981 w miejscowości Victoria w Kanadzie.